# Adam Rich
Adam Rich (Brooklyn, Nueva York, 12 de octubre de 1968-Los Ángeles, California, 7 de enero de 2023) fue un actor estadounidense, conocido por su participación en la serie de televisión Eight Is Enough (1977-1981) como Nicholas Bradford.

## Biografía
Conocido especialmente por sus apariciones en televisión como actor infantil durante la década de 1970, debutó en el medio a los siete años en un episodio de la serie The Six Million Dollar Man (1976).

## Trayectoria
Un año después obtuvo el papel que le consagró como una de las estrellas televisivas de la década: el de 'Nicholas Bradford', el hijo pequeño de la numerosa familia de Tom Bradford (Dick Van Patten) en la exitosa serie Eight Is Enough. El personaje del niño travieso y algo mimado que convive con su padre y siete hermanos mucho mayores, se granjeó las simpatías del público y pronto se convirtió en uno de los elementos clave del éxito de la producción.
Rich interpretó a Nicholas durante los cuatro años que Eight Is Enough se mantuvo en antena, entre 1977 y 1981. Paralelamente, intervino como actor episódico en otras series norteamericanas, como La isla de la fantasía (1978) o Vacaciones en el mar (1979).
Tras la cancelación de la sitcom, la carrera del actor infantil entró en declive. Entre 1983 y 1985 puso su voz en inglés al personaje Presto, el Mago, en la serie de dibujos animados Dungeons & Dragons, compartiendo de nuevo plató con Willie Aames, antiguo compañero de rodaje en Eight Is Enough.
Con posterioridad intervino en las dos películas expresamente rodadas para televisión que daban continuidad a las peripecias de la familia Bradford: Eight Is Enough: A Family Reunion (1987) y An Eight Is Enough Wedding (1989), tras lo cual se retiró definitivamente de la interpretación. Únicamente volvió a pisar un plató para intervenir en un episodio de la serie Baywatch (1993).
Su trayectoria posterior ha estado salpicada con problemas de drogas, pequeños robos y algunos arrestos, incluida conducción bajo los efectos del alcohol en 2003.
En 1996 la revista Might Magazine publicó la noticia falsa del fallecimiento del actor de forma violenta.

## Fallecimiento
Rich falleció en su casa de Los Ángeles el 7 de enero de 2023, a la edad de 54 años. La causa de su muerte fue por sobredosis de drogas.